# Rio Bârzota
O Rio Bârzota é um rio da Romênia afluente do Rio Bârlad, localizado no distrito de Galaţi e Vaslui.